# Advokat
Advokat eller sagfører (i ældre tid også kaldet prokurator) er en jurist, der på baggrund af en særlig beskikkelse udøver juridisk rådgivning og har eneret til at føre retssager for andre.

## Advokater i Danmark

### Historiske betegnelser
Fiskal,
angivet anvendt i 1600-tallet, i sammenhæng med nedskrivningen af Danske Lov.

Jf. Berlin (1915) afledt fra latin: fiscus.
fransk: Fisc (af fiscus) har betydningen Trésor de l’État, statskasse.
Den danske Fiskal var, iflg. Berlin (1915) en embedsmand der varetog statskassens indtægtsgivende interesser.
Dette kom senere til at omfatte "at forfølge forbrydelser mod statens love", hvilket Berlin relaterer til datidens vanlige strafudsoning i form af bøder.
Specielt relateres Fiskalens arbejde til embedsforsømmelser.

Op til det 20.århundrede kendes i den betydning flere underordnede Fiskal-bestallinger: "General-, Krigs-, Politi-, Sø-, Under-, Vejfiskal",

mens Berlin (1915)
også nævner Land- og Provins-fiskaler. Disse embeder hørte under Generalfiskalens regi, men var kun kort tid i brug.

I dag anvendes ordet som et tillægsord, for at beskrive forhold der vedrører statens finanser.

Prokurør
fransk: procureur, angivet i Moths Ordbog fra omkring år 1700.
Sagfører for kongen eller øvrigheden
 - biskopper, adelsmænd ol.
Tybjerg (1924) angiver betegnelsen som forældet.
I enevældens tid fungerede Generalprokurøren i kancelliet, men ophørte efter Tage Algreen-Ussings embede, 1848-1872.
Prokurator
latin: procurator,
kendes fra Ludvig Holbergs tid (1684 - 1754);
dialektisk Prikkerater, alternativ betydning i dialekt og blandt fiskere, en klæpål, dvs. en ål med stort hoved - og omvendt kan en klæpål også betyde prokurator.
Prokurator blev i en længere periode - 1700- og 1800-tallet - anvendt sideløbende med sagfører. Efter Sagførerloven af 1868 kun anvendt om sagførere der havde modtaget kongelig bestalling.

### Historisk baggrund
En advokat er i ordets latinske form (advocatus) en gammel betegnelse i forskellige kongelige danske love og forordninger fra middelalderen for den kongelige ombudsmand (embedsmand) eller overordnede øvrighed for større dele af landet, senere kaldet lensmand. Af advocatus opstod ved sammentrækning det nordiske navn "foged". Det fik hurtigt en anden betydning og brugtes om underordnede fuldmægtige, som ombuds- eller lensmanden for de enkelte herreder benyttede. De blev senere til herredsfogeder.
Sent fik betegnelsen advokat dens nuværende betydning. Særlig brugtes i Danmark benævnelsen advokat om de af kongen beskikkede sagførere ved Højesteret.
Højesteretsadvokaterne var egentlige embedsmænd og måtte gøre indskud i enkekassen, men var dog ikke pensionsberettigede. Kun de var berettigede til at føre sager for andre ved Højesteret, men i øvrigt kunne de også gå i retten ved de underordnede domstole. Efter loven af 26. maj 1868 blev der ikke længere udnævnt advokater ved Højesteret af kongen, hvorimod de fremtidige sagførere ved landets øverste domstol beskikkes af justitsministeren og fører navn af højesteretssagførere.
I 1959 blev betegnelsen sagfører afskaffet til fordel for advokat. De, som havde titel af sagfører, landsretssagfører eller højesteretssagfører, kunne dog fortsat anvende deres titel.
Af de efter enevælden indførte særlige kongelige advokatembeder er generalfiskalens bortfaldet, mens kammeradvokatens kun besættes ved konstitution. Advocatus regius blev ved anordning af 31. marts 1755 ansat for "de vestindiske Ejlande" med det hverv at udføre alle sager, der vedkommer kongens kasses tarv eller de kongelige interesser. Dette embede blev ligesom kammeradvokatens kun besat ved konstitution i koloniens sidste år.

### Advokatbeskikkelse i Danmark
I Danmark kræver det en juridisk kandidateksamen at blive advokat og mindst tre års arbejde med praktisk juridisk virksomhed (som regel som advokatfuldmægtig) og en beskikkelse af justitsministeren til at føre sager for domstolene. Betingelserne for at blive advokat er fastsat i retsplejeloven. Det er en forudsætning for at opnå advokatbestalling, at kandidaten har gennemgået den teoretiske advokatuddannelse (der udbydes af Advokatsamfundet) og både har bestået den teoretiske advokateksamen og en prøve i retssagsførelse.
Advokattitlen er en beskyttet titel, og personer, der ikke har fået beskikkelse som advokat, må ikke betegne sig sådan eller med en lignende betegnelse, der kan forveksles med advokat. Retsplejeloven angiver bødestraf for overtrædelse af dette.

## Lempelse af advokatens møderetsmonopol
Ved lov nr. 520 af 6. juni 2007 om ændring af retsplejen (Revision af regler om advokaters virksomhed) vedtog Folketinget bl.a. at lempe advokaters møderetsmonopol. Der blev åbnet op for at andre rettergangsfuldmægtige end advokater kunne møde i sager omfattet af den forenklede inkassoproces (retsplejelovens kapitel 44 om betalingspåkrav), småsagsprocessen og under generelle udlægsforretninger for fogedretten.
Lempelsen af mødemonopolet trådte i kraft den 1. januar 2008.

## Advokater uden for Danmark
I Norge kaldes ligeledes de sagførere, der har ret til at føre sager for Højesteret, advokater eller højesteretsadvokater. I det øvrige Europa bruges advokat almindeligvis som betegnelse for de sagførere, der optræder ved den offentlige og mundtlige hovedforhandling i civile og kriminelle sager. I Skotland, hvor for øvrigt så godt som alle procederende sagførere uden forskel fører navn af advocate (derimod ikke kontorsagførere, der kaldes for "solicitors"), findes en særlig Lord Advocate, der står i spidsen for hele den skotske advokatur eller sagførerstand. Han/hun regnes med til ministeriet og skifter med dette og er i virkeligheden en slags statssekretær for Skotlands anliggender. I England, Wales, Nordirland og i Republikken Irland kaldes procerende sagførere ikke for advokater, men "barristers", idet de er medlemmer af en "bar" (advokatsamfund).

## Advokatens arbejdsområder
Ud over retssager er juridisk rådgivning en stor del af de fleste advokaters arbejde.
I Danmark er advokatgerningen almen, dvs. advokater kan (formelt set) udføre alle typer af opgaver inden for faget. Specialisering bliver dog mere og mere udbredt i advokatbranchen, navnlig i de større advokatvirksomheder. Mange advokatvirksomheder er således opdelt i flere fagområder, eksempelvis selskabsret, procedure (retssager), fast ejendom, ansættelses- og arbejdsret, skatteret osv. Virksomhedens advokater er så tilknyttet et eller flere af disse fagområder for at opnå en grad af specialisering. Lovgivningens omfang og kompleksitet er en af årsagerne til, at mange virksomheder søger specialisering frem for at operere med generalister.
Advokater kan opnå møderet for forskellige domstole i Danmark. En nybeskikket advokat har ofte kun møderet for byretterne, som er første instans i det danske retssystem. Derefter kan de opnå møderet for landsretterne. Det kan have betydning i sager, som ankes fra byretten til landsretten. Advokaten skal for at få lov til det, til en prøve i landsretten (landsretsprøven) for at dokumentere, at han/hun er en god procedør. Advokaten skal som hovedregel bestå to prøvesager for at opnå møderet for landsret. Advokater, der opnår møderet for landsretterne, kan skrive et (L) efter deres navn. Nogle advokatfuldmægtige aflægger udover den almindelige retssagsprøve også landsretsprøven under deres fuldmægtigtid.
Endelig kan en advokat opnå møderet for Højesteret, hvorefter han/hun kan skrive et (H) efter sit navn. Møderet for Højesteret er forbundet med en vis prestige. For at få (H) skal han/hun inden for fem år møde mindst 10 gange i landsretten. Sagførere, der havde opnået møderet for landsret, blev førhen kaldt for landsretssagførere, mens en sagfører, der havde møderet for højesteret, kaldtes højesteretssagfører. Disse titler er forladt i dag, hvor alle advokater har samme titel.